# Томас, Джаррет
Джа́ррет Джон То́мас (англ. Jarret John Thomas; 21 сентября 1982 года, Помптон Плейнс, Нью-Джерси, США) — американский сноубордист, выступавший в хафпайпе.
- Бронзовый призёр зимних Олимпийских игр в хафпайпе (2002);
- Чемпион X-Games в хафпайпе (2002).